# Hristo Jovov
Hristo Georgiev Jovov (in bulgaro Христо Георгиев Йовов?, traslitterazione anglosassone: Hristo Georgiev Yovov; Svoge, 4 novembre 1977) è un ex calciatore bulgaro, attaccante.

## Carriera

### Club
Durante la sua carriera ha giocato con vari club, tra cui, principalmente, con il Levski Sofia.

### Nazionale
Ha più volte rappresentato la Nazionale bulgara.

## Palmarès

### Club
- Campionato bulgaro: 2

Levski Sofia: 2005-2006, 2006-2007
- Coppa di Bulgaria: 1

Levski Sofia: 2006-2007
- Supercoppa di Bulgaria: 2

Levski Sofia: 2005, 2007